# Sommer-Paralympics 2008/Teilnehmer (Finnland)
| stlisierte Goldmedaille | stlisierte Silbermedaille | stlisierte Bronzemedaille |
| ----------------------- | ------------------------- | ------------------------- |
| 2                       | 2                         | 2                         |

Finnland nahm mit 32 Sportlern an den Sommer-Paralympics 2008 im chinesischen Peking teil.
Fahnenträgerin bei der Eröffnungsfeier war die Sportschützin Minna Leinonen, erfolgreichster Teilnehmer der Mannschaft der Leichtathlet Markku Niinimaki mit einer Gold- und einer Silbermedaille.

## Teilnehmer nach Sportarten

### Boccia
Frauen
- Raija Horila
- Leena Sarela

Männer
- Vesa Koivuniemi
- Timo Ollikka

### Bogenschießen
Männer
- Jean-Pierre Antonios
- Keijo Kallunki
- Osmo Kinnunen

### Goalball
| Männer                                                                                            |
| ------------------------------------------------------------------------------------------------- |
| - Veli-Matti Aittola - Toni Alenius - Jorma Kivinen - Jarno Mattila - Erkki Miinala - Petri Posio |

### Judo
Männer
- Jani Kallunki, 1×  (Klasse bis 66 kg)
- Rauno Peltoniemi

### Leichtathletik
Frauen
- Tina Ala-aho
- Marjaana Vare

Männer
- Markku Niinimaki, 1×  (Speerwerfen, Klasse F53/54), 1×  (Kugelstoßen, Klasse F53/54)
- Leo-Pekka Tahti, 1×  (100 Meter, Klasse T54), 1×  (200 Meter, Klasse T54)

### Powerlifting (Bankdrücken)
Männer
- Juhani Kokko
- Janne Piipponen

### Radsport
Straßenrennen der Blinden
| Männer Einzelstraßenrennen Klasse B&VI 1-3 (Silber ) |
| ---------------------------------------------------- |
| - Jarmo Ollanketo - Marko Tormanen                   |

### Reiten
Frauen
- Katja Karjalainen

### Rollstuhltennis
Männer
- Taneli Tenhunen

### Schießen
Frauen
- Minna Leinonen

Männer
- Tapani Merilainen
- Veikko Palsamaki
- Erkki Pekkala

### Schwimmen
Männer
- Antti Latikka

### Segeln
Männer
- Juhani Mattila

### Tischtennis
Männer
- Esa Miettinen